# 散開星団

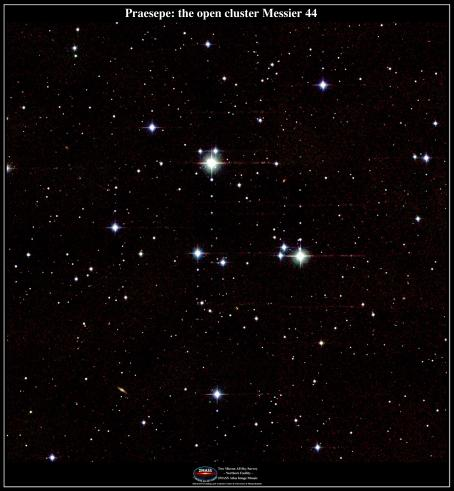
2MASS計画によって撮影されたプレセペ星団(M44)

散開星団（さんかいせいだん、open cluster）は恒星の集団（星団）の一種である。分子雲から同時に生まれた星同士がいまだに互いに近い位置にある状態の天体を指す。銀河のディスク部分に存在するため、銀河星団とも呼ばれる。

## 概要
通常年齢が若く、高温で明るい星を多く含む。このため散開星団は遠距離からでも見ることができ、アマチュア天文家の好む天体の一つである。散開星団の生みの親である分子雲が星団のそばに存在している場合もあり、その場合には星団の星によって分子雲の一部が輝いて一つまたは複数の星雲として見えることがある。
ある散開星団に属する星は全てほぼ同じ年齢、同じ化学組成を持っているため、星同士の性質の違いは単にその星の質量の違いに起因している。散開星団にはO型やB型の青色巨星が含まれることが多い。これらの星は非常に明るいが寿命が短いので、これらの存在は散開星団が比較的若い天体であることを示す。散開星団の星の光を分析することによって、その星団の年齢を見積もることができる。すなわち、青色、黄色、赤色の星の数の比を調べ、青い星の割合が多いほどその星団は若い傾向がある。星団の星の一様性を使うと、恒星進化のモデルを完全にテストすることができる。なぜなら星同士を互いに比較することで、モデルの変数のうちの多くを固定できるからである。これによってモデルのテストがより容易になる。
地球から最も近い運動星団であるおおぐま座運動星団は古い散開星団であるとみられる。この星団は北斗七星のうちおおぐま座α星とη星以外のすべての星と、おおぐま座および近隣の星座のいくつかの星を含む。この星団のメンバーは、宇宙の中で1000光年以上にわたって広がっている。我々の太陽はこの集団のメンバーではなく、ちょうど近くを通り過ぎているところである。かつて、シリウスはこのおおぐま座ストリームの一員であると考えられていたが、現在では否定されている。銀河系の中での位置を考えると、太陽の運動速度は非常に奇妙である。太陽は数十億年前に他の星と接近遭遇し、これによって太陽や太陽系が重力を受けて加速したのかもしれない。
散開星団の中の星は初めは強く密集していて、同じ速度で銀河中心の周りを回っている。約5億年くらいごとに、プレアデス星団やヒアデス星団（共におうし座にある）といったよく知られた散開星団は分子雲の通過といった外部の要素によって擾乱を受ける。これによって星団の星々はわずかに異なった速度で動き、やがておおぐま座のようにばらばらにずれ動いていく。こうなると星団は、星団を形作るほどには近くないが全ての星が関連を持ち、ほとんど同じ方向に同じ速度で動く星の流れとなる。
10億年ほど経つと星団は完全にその姿を失い、ある星は銀河の向こう側に、ある星はこちら側に位置するようになる。太陽が元々属していた星団も同じ運命をたどった。今となってはどの星が、太陽と同時に生まれ、かつては同じ星団のメンバーであったが今では違う位置にある星であるのか、全く知るすべはない。
このような星団の進化の正確な歴史は、星団の最初の密度によって変わると考えられている。より強く密集していた星団はより長い期間にわたって存在する。数十億年以上も生き残っている星団はまれであるが、ケフェウス座のNGC 188やかに座のM67などが知られている。

## 代表的な散開星団
- おうし座のプレアデス星団 (M45)
- おうし座のヒアデス星団
- かに座のプレセペ星団 (M44)
- ペルセウス座の二重星団 (h-χ)
- おおぐま座のおおぐま座運動星団[2]